# Niue aux Jeux du Commonwealth
Niue participe aux Jeux du Commonwealth depuis les Jeux de 2002 à Manchester, et a pris part à toutes les éditions des Jeux depuis. Cette petite île de moins de 1 500 habitants, État autonome en libre association avec la Nouvelle-Zélande, envoie aux Jeux des délégations relativement importantes, ayant participé aux épreuves d'athlétisme, de boulingrin, de boxe, d'haltérophilie, de lutte, de rugby à sept, et de tir.
Le premier médaillé niuéen est Duken Tutakitoa-Williams lors des jeux de Birmingham en 2022 avec une médaille de bronze en boxe catégorie poids lourd.
À noter aussi la participation de Fisa Pihigia aux épreuves d'haltérophilie en 2002, avant de devenir ministre des Finances de son pays, puis celle du ministre en exercice Dalton Tagelagi en boulingrin en 2014 et en 2018 avant de devenir Premier ministre, ainsi qu'en 2022 pendant son mandat de Premier ministre.

## Médaille niuéenne aux Jeux
Les médailles sont les suivantes :
| Nom                      | Jeux            | Discipline | Épreuve     | Résultat           |
| ------------------------ | --------------- | ---------- | ----------- | ------------------ |
| Duken Tutakitoa-Williams | 2022 Birmingham | Boxe       | Poids lourd | Médaille de bronze |